# The Vindicator (film)
The Vindicator è un film canadese del 1986 diretto da Jean-Claude Lord.

## Trama
Un dipendente di nome Carl subisce una trasformazione robotica involontaria, trasformandosi una macchina per uccidere che deve distruggere tutto ciò che si trova nelle vicinanze, a causa del progetto di armi segrete nelle vicinanze.